# Râul Râșca Mare
Râul Râșca Mare este un afluent al râului Someșul Rece. 